# Joan Vinyals Giménez-Coral
Joan Vinyals Giménez-Coral (Barcelona, 18 de juny de 1958 - 4 de gener de 2022) fou un músic i guitarrista, compositor i productor musical català.
Amb set anys, va començar a tocar la guitarra de manera autodidacta. La seva música està banyada d'estils tan diversos com el rock, el blues, el jazz o el funky. Va estudiar solfeig i piano al Conservatori municipal de Barcelona i, després, va rebre classes de músics com ara Sean Levitt, Richie Beirach, Dave Liebman o John Abercrombie. Es va llicenciar a la Escola Superior de Música de Catalunya (ESMUC) amb un grau superior de jazz. També fou professor de guitarra durant més de vint anys al Taller de Músics. Va escriure la banda sonora de pel·lícules com ara Primera jugada i Pirata, de programes de televisió i va participar en obres de teatre, com ara a Hair, de la qual fou el protagonista.
Com a creador té tres discos en solitari: Vil·la Blauet (2004), Res no és igual (2017) i Estol de blaus (2022), com a guitarrista va treballar amb diverses formacions i músics tan diferents com The Driffters, Louisiana Red, Yoko Ono, Los Rebeldes, Companyia Elèctrica Dharma, Pau Riba, Gato Pérez, Laura Simó, Carme Canela, Víctor Bocanegra, Gerard Quintana, Freddy Fingers Lee, Big Mama o Dani Nel·lo. Darrerament era el líder de la seva pròpia banda, Joan Vinyals & 2Moons, i va ser guitarrista del grup de Juan Perro (Santiago Auserón) durant dotze anys, actuant amb ell en nombrosos escenaris espanyols, americans i europeus.
Vinyals, que fou un dels fundadors –i membre d’honor– de l'Acadèmia Catalana de la Música va morir el 4 de gener de 2022 a causa del COVID-19.
Un dels seus darrers actes públics fou el 21 d'octubre de 2021, quan va participar en la presentació de la cançó i el videoclip Som natura!, en defensa dels Espais Naturals del Delta del Llobregat i en contra de l'ampliació de l'Aeroport de Barcelona-El Prat. Joan Vinyals va ser l'encarregat de la direcció musical del tema, on van posar veu des de Lluís Llach i Gerard Quintana a Suu, Pep Sala, Natxo Tarrés, Lídia Pujol, Sicus Carbonell, Sílvia Comes, Jofre Bardagí, Joan Fortuny i Lluís Fortuny, Carme Canela, Sara Pi, Marc Martínez o Montse Castellà.

## Discografia
- Vivo de noche, con Fuego! (Welcome Records, 1990)
- Let's Play the Blues, con Fuego! (AZ Records, 1994)
- Box Office, con Box Office (autoeditat, 1998)
- Guitarras mestizas –colectivo– (Arcade, 1999)
- Guitarras mestizas 2 –colectivo– (Arcade, 2000)
- Delta 2000 –colectivo– (Arcade, 2000)
- Open Arms, con Cece Giannotti (Amphora Records, 2002)
- Vil·la Blauet (Amphora Records, 2004)
- Res no és igual (La Huella Sonora, 2017)[4]
- Estol de blaus (La Huella Sonora, 2022)

## Discografia seleccionada com a músic d'estudi
- Gato Pérez - Gato x Gato (Picap, 1986)
- Pau Riba & Ensemble Taller de Músics - De Riba a Riba (Taller de Músics, 1993)
- Companyia Elèctrica Dharma - 20 anys (Picap, 1994)
- Ia & Batiste - Esfera malheur (Picap, 1995)
- Laura Simó - De cine. My Favourite Things (Picap, 1998)
- Alex Warner - Time For Life (Warner Tales Music, 2000)
- Laura Simó & Ensemble de Bellaterra - Senza fine (Satchmo Jazz Records, 2002)
- Alex Warner - Uncut Diamond (Amphora Records /Acoustic Music Records, 2003)
- Víctor Bocanegra - Bloc de lírica dura (Agharta Music, 2005)
- Alex Warner - Green to Blue (Amphora Records, 2007)
- Juan Perro - Río Negro (La Huella Sonora, 2011)
- Juan Perro - Juan Perro & la Zarabanda (La Huella Sonora, 2013)
- Pablo & The Appleheads - Stars and Dots (autoeditat, 2015)
- Pere Foved Quartet - Flowing Rhythmn (Fresh Sound New Talent, 2019)
- Marcos Riccetti - Tango particular (autoeditat, 2020)
- Juan Perro - Cantos de ultramar (La Huella Sonora, 2020)
- Juan Perro - Libertad (La Huella Sonora, 2022)[4]